# 巴布卡河 (瑟爾瓦河支流)
57°28′07″N 56°53′11″E / 57.46861°N 56.88639°E
巴布卡河（俄语：Бабка），是俄羅斯的河流，位於該國西部彼爾姆邊疆區，屬於瑟爾瓦河的支流，河口處在昆古爾附近，河道全長162公里，流域面積2,000平方公里。